# مامبای سبز شرقی
مامبای سبز شرقی (نام علمی: Dendroaspis angusticeps) نام یک گونه بزرگ و بسیار سمّی از سرده مامباها است که در مناطق ساحلی جنوب شرق آفریقا زندگی می‌کند. اندرو اسمیت جراح و جانورشناس اسکاتلندی آن را در سال ۱۸۴۹ چنین توصیف کرد: بدنی باریک با پشتی سبز روشن و فلس‌های شکمی سبز-زرد. طول ماده بالغ به‌طور متوسط حدود ۲ متر است و نرها کمی کوچکتر هستند.
مامبای سبز شرقی دارای کمترین سم در بین سه گونه مامبای سبز است، اما هنوز هم ماری بسیار سمی است. این مامبا، اگرچه گونه ای نیمه مهاجم است، اما به‌طور کلی از مردم دوری می‌کند.
فصل زادآوری که از سپتامبر تا فوریه است دورهٔ اوج گزش این گونه است که طی این دوره، در بیشترین سطح تحریک پذیری هستند. این مار تمایل دارد به‌طور مکرر نیش بزند، یک نیش این مار می‌تواند حاوی ۶۰ تا ۹۵ میلی‌گرم زهر با وزن خشک باشد. مقدار دوز زهر این مار که می‌تواند یک انسان را بکشد، حدود ۱۸ تا ۲۰ میلی‌گرم است.